# Radoslav Selucký
Radoslav Selucký (geb. 13. Juni 1930 in Brünn; gest. 7. März 1991 in Ottawa) war ein tschechoslowakischer Wirtschaftswissenschaftler und Schriftsteller. Er war einst Berater des Prager Reformwirtschaftsministers Ota Šik, nach 1968 lebte er im Exil.

## Leben
Radoslav Selucký wurde 1930 in Brünn geboren. Er studierte Politische Ökonomie an der Universität von Leningrad und war Absolvent der Universität für Politik- und Wirtschaftswissenschaften in Prag. In den 1960er Jahren war er einer der führenden marxistischen Autoren und veröffentlichte Bücher in den Bereichen Ökonomie und Soziologie. Sein populärstes Buch war Západ je západ  (Westen ist Westen), 1964 erschienen in der Kleinen Reihe von Život kolem nás, in dem er seine Beobachtungen von seinen Reisen durch Westeuropa zusammenfasste. Člověk a jeho volný čas (Der Mensch und seine Freizeit) erschien in der Großen Reihe von Život kolem nás. Er schrieb für die Zeitschrift Kulturní tvorba, war Dramaturg in den Filmstudios Barrandov und erhielt den Preis der Union der tschechoslowakischen Fernseh- und Filmkünstler. Er gehörte zu den Unterstützern des Prager Frühlings 1968 und ging nach dessen Niederschlagung ins Exil. Er lebte in Kanada und war Gastprofessor an der University of South Carolina (seit den 1960er Jahren) und an der Universität Ottawa.
Sein Erinnerungsbuch trägt den Titel Východ je východ (Osten ist Osten).
Im Kontext mit der sogenannten „Ballonaffäre“ des Rowohlt-Verlages wurde das Buch Reformmodell ČSSR – anders als Marschroute eines Lebens von Jewgenija Ginsburg –  vorbereitet, aber nicht ausgeliefert.

Der Autor Pavel Hlavatý fasste Teile seiner Vita so zusammen: 

„Der Ökonom und Soziologe Radoslav Selucký (1930–1991) scheint die widersprüchliche Kurve der Ära des ersten Sekretärs des Zentralkomitees der Kommunistischen Partei der Tschechoslowakei und des Präsidenten der Republik, Antonín Novotný, zu beschreiben. D.h. von einem zunehmend reformistischen Dogmatismus zu einer - eher ungewollten - Zersetzung des Systems und der anschließenden reflektierenden Nachschrift "warum es nicht geklappt hat" entweder im Exil oder im Samisdat.“

## Veröffentlichungen (Auswahl)
tschechische Titel
- Ekonomické vyrovnání Slovenska s českými kraji (Wirtschaftliche Angleichung der Slowakei an die tschechischen Regionen), 1960
- Ekonomie a život (Ökonomik und Leben), Prag 1962
- Ekonomika, morálka, život (Ökonomik, Moral, Leben), Prag 1963
- Člověk a hospodářství (Der Mensch und die Wirtschaft)
- Každému chléb, každému růže: čtení o komunismu (Brot für alle, Rosen für alle: Lektüre über den Kommunismus)
- Člověk a jeho volný čas (Der Mensch und seine Freizeit)
- Západ je západ (Westen ist Westen)
- Východ je východ (Osten ist Osten)

andere
- Reformmodell ČSSR - Entwurf einer sozialistischen Marktwirtschaft oder Gefahr für die Volksdemokratien? Reinbek b. Hamburg : Rowohlt-Taschenbuch-Verl., 1969
- Czechoslovakia: The Plan That Failed: Thomas Nelson and Sons Ltd, London, 1970
- Economic Reforms in Eastern Europe: Political Background and Economic Significance. New York 1972
- Marxism, Socialism, Freedom. London : Palgrave Macmillan UK, 2015, 1st ed. 1979
- The present dilemma of Soviet-East European integration. Crises in Soviet-Type Systems, Study No. 7. 1985[8]